# Спанополски езера
Спанополските езера са езерна група от 8 постоянни и няколко пресъхващи езера разположени в Големия Спанополски циркус простиращ се между връх Спанополски чукар (2576 m) на югоизток, главното било при Дончови караули на изток, Муратов връх (2669 m) на север-североизток и Синанишкото странично било (2589 m) на северозапад.
Езерата са наредени ветрилообразно и стъпаловидно, като най-голямото от групата е най-долното езеро – Дългото езеро, разположено на 41°43′49″ с. ш. 23°23′12″ и. д. / 41.730278° с. ш. 23.386667° и. д. и на 2223 m н.в. То е с площ от 13 дка и от югозападния му ъгъл изтича Спанополска река (Сърчалийца), която е една от съставящите на Санданска Бистрица (ляв приток на Струма).
На североизток, изток и югоизток от него са разположени три други езера, които са по-малки от него. На 400 m североизточно е второто по големина – Голямото Спанополско езеро, на 41°44′04″ с. ш. 23°23′27″ и. д. / 41.734444° с. ш. 23.390833° и. д. и на 2313 m н.в., което се оттича в Долното езеро На 250 m на югоизток от Долното езеро се намира Малкото Спанополско езеро (известно и като Атмегданско езеро), на 2236 m н.в. То се оттича самостоятелно, по-надолу в Спанополска река. На 900 m източно от Долното езеро, на 2416 m н.в. се намира четвъртото по големина Спанополско езеро, което се оттича в Долното езеро. От Голямото Спанополско езеро в северна посока има още 4 постоянни езера, разположени съответно на 2398, 2423, 2448 и 2468 m н.в. и няколко пресъхващи. Всичките се оттичат чрез малки потоци в един по-голям, който се влива от север в Голямото Спанополско езеро.
През Голямо-Спанополския циркус и покрай повечето от езерата преминава маркирана пътека от хижа Вихрен за хижа Яне Сандански (хижа).